# Siergiej Trofimow
Siergiej Wiaczesławowicz Trofimow, pseudonim sceniczny Trofim (ros. Сергей Вячеславович Трофимов, ur. 4 listopada 1966 w Moskwie) – rosyjski piosenkarz, autor piosenek. 
Zasłużony Artysta Federacji Rosyjskiej (2011).

## Utwory
- Umniczka (2007)
- Sledujuszczaja ostanowka (2007)
- Moskowskaja piesnia (2007)
- Gorod Soczi (2007)
- Ja priwyk ułybat'sia ludiam (2007)
- Sorokapiatoczka (2012)
- Bluz żenatogo mużcziny (2012)
- Za naszych dam (Żywaja sierija) (2012)
- Na kraju (2012)
- Razwieła (2012)
- Ech, ja by żył...! (2014)
- Kogda okonczitsia wojna (2014)
- Wojna i mir (2014)
- Diadia Wowa (2014)
- Czernoje i Biełoje (2014)
- Wiesiennij bluz (2014)
- Nie zria goworiła tiebie mama (2014)
- Ty moj swiet (2014)
- Nikudysznyj angieł (2014)
- Nostalgija (2014)